# Ángel Carnota
Ángel Carnota (Tandil, 6 de enero de 1910 - Buenos Aires, 16 de octubre de 1991) fue un político y odontólogo argentino, perteneciente al Partido Justicialista, que ocupó el cargo de Gobernador de Santa Cruz entre 1949 y 1952. Se lo conoce como "el doctor residencial", ya que fue el primer Gobernador en inaugurar la residencia de gobierno en Río Gallegos.

## Biografía
Nació en Tandil, siendo hijo de Eduardo Carnota, de padres vasco franceses y gallegos, y Ángela Rocca, de padres italianos. Concurrió al Instituto de Enseñanza Secundaria de aquella ciudad, y se trasladó a la ciudad de Buenos Aires para estudiar Odontología en la Universidad de Buenos Aires (UBA), donde residió con su hermano Mario —estudiante de Medicina— en la casa de su abuela materna en San Telmo. Jugó fútbol en categorías inferiores en los clubes Racing Club de Avellaneda y Temperley, donde conoció a su esposa Virginia Brandt, con quien tuvo siete hijos. Dejó el fútbol para dedicarse plenamente a sus estudios. En aquel período tomó contacto con estudiantes santacruceños, con los que solía viajar a Río Gallegos para practicar distintos deportes.
Tras su casamiento con Brandt en la iglesia San Nicolás de Bari de Buenos Aires, y con la ayuda de su amigo santacruceño Carlos Fernández, se mudan a Puerto Deseado donde instala su primer consultorio. Se mudó a Río Gallegos más tarde, contando también con la ayuda de otros amigos de la provincia, de reconocidas familias locales con los que frecuentaba. Practicó tiro en este período, llegando a alcanzar un campeonato.
En 1948 fue designado Intendente de Río Gallegos, y el 23 de noviembre de 1949 como Gobernador del Territorio Nacional de Santa Cruz por el presidente Juan Domingo Perón. Se inauguró la residencia de Gobierno y se construyó el primer puente sobre el río Santa Cruz e inauguró el ramal del ferrocarril a Río Turbio. Participó activamente por la provincialización. Sin embargo, tras el fallecimiento de Eva Perón, fue desplazado del cargo tras las internas suscitadas en el justicialismo, sucediéndole Tomás Fernández. Tras ello, se mudó a una estancia en Jaramillo.
Durante su mandato se dio un gran impulsó a la obra pública construyéndose escuelas, bibliotecas y posta de correos y teléfonos en las pequeñas localidades alejadas de la Capital provincial, entre ellas  Lago Argentino (El Calafate) Tres Lagos, Lago Cardiel, Cañadón León, Tamel Aike y Lago Posadas a Lago Buenos Aires. También promovió la minería entre ellos en el  Cerro Vanguardia, cuyo  impacto social y económico sobre Puerto San Julián fue muy importante convirtiéndolo de un pequeño caserió a una pequeña ciudad con una dinámica inusual, que se ha traducido en nuevos hoteles, comercios y servicios. También fomentó la actividad pesquera en Santa Cruz sobre  Mar Argentino, sobre todo en los puertos de Deseado y Punta Quilla siendo manejado por el Estado Nacional, en menos de tres años pasó de importarse pescado y calamar de Chile al autoabastecimiento interno y más tarde gracias al Plan Quinquenal del peronismo a generar importantes saldos de exportación que generaron una entrada permanente de divisas al territorio Nacional, mientras se creó una pujante industria de harina de pescado en Río Gallegos. Se incorporaron 1.970.000 hectáreas a la ganadería ovina, se extendieron lo  tendidos eléctricos desde centros urbanos costeros a los  yacimientos petroleros, mineros y a establecimientos ovinos aledaños cercanos y pueblos del interior provincial, en total 23 pueblos y ciudades quedaron conectados a la red eléctrica. Durante este periodo la Provincia de Santa Cruz paso a producir 5.280 Ton. de lanas a 9.728 en 1954. Se pavimentaron las ciudades de la provincia entre ellas Río Gallegos, Puerto San Julián, Puerto Deseado y Puerto Santa Cruz, y se llevaron a cabo importantes pasos en pos de la provincialización definitiva.
Con la Revolución Libertadora en 1955 se traslada a Buenos Aires para evitar ser perseguido, pero de todas formas fue inhabilitado para ejercer su profesión y sus bienes saqueados por su simpatía con el peronismo.
Regresó en 1960 a Río Gallegos para ejercer su profesión, llegando a dirigir el servicio de odontología del Hospital de Río Gallegos, y desempeñándose como docente. Al jubilarse, retorna a Buenos Aires donde pasó sus últimos años de vida, aunque visitaba constantemente Río Gallegos. Una calle de la ciudad le rinde homenaje.